# Италия на зимних Олимпийских играх 1924
Италия принимала участие в зимних Олимпийских играх 1924 года в Шамони (Франция), но не завоевала ни одной медали.

## Результаты
Лыжный спорт

- Акилле Бачеро — 18 км по пересеченной местности (21 место)
- Марио Кавалле — прыжки с трамплина (19 место)
- Энрико Колли — 18 км по пересеченной местности (12), 50 км по пересеченной местности (9 место)
- Винченцо Колли — 50 км по пересеченной местности (11)
- И. Деменего — прыжки с трамплина (DNS)
- Луиджи Фауре — прыжки с трамплина (17)
- Бениньо Феррера — 50 км по пересеченной местности (13)
- Джузеппе Хедина — 50 км лыжной трассы (10-е место)
- Антонио Герин — 18 км по пересеченной местности (13)
- П. Имбоден — лыжное двоеборье (DNS), прыжки с трамплина (DNS)
- Даниэле Пелисье — 18 км лыжной трассы (15-е место)

Соревнование военных патрулей

30 км Военный патруль (DNF)

- Альбинос Бич
- Петр Денте капитан
- Паоло Франсье
- Гоффредо Лаггер

Конькобежный спорт 

Г. Локателли — 500 м (DNS), 1 500 м (DNS), 5 000 м (DNS), 10 000 м (DNS), круговые гонки (DNS)
Бобслей 

Италия I (6 место)

- Массимо Финк
- Пол Херберт
- Лодовико Обексер (пилот)
- Джузеппе Штайнер
- Алоиз Тренкер

Италия II (DNF)

- Адольфо Боччи
- Леонардо Бонзи
- Альфредо Спасциани
- Луиджи Торниелли (пилот)
- Альберто Висконти

Резерв: П. Гуглионе, А. Муджиане, П. Сан-Мартино, Ф. Зильбернагель